# 佐哈里巴哈隆
拿督斯里佐哈里巴哈隆，前马来西亚国防部副部长，2004年至2018年期间曾3度代表国阵巫统出征吉打州古邦巴素国会议席，3次皆告捷。2018年大选，他再次竞选该议席，唯不敌由前古邦巴素议员马哈迪·莫哈末所派的希望联盟代表阿米鲁丁韩沙。